# Myrmelachista paderewskii
Myrmelachista paderewskii är en myrart som beskrevs av Auguste-Henri Forel 1908. Myrmelachista paderewskii ingår i släktet Myrmelachista och familjen myror. Inga underarter finns listade i Catalogue of Life.